# Poleymieux-au-Mont-d'Or
Poleymieux-au-Mont-d'Or is een gemeente in de Franse Métropole de Lyon (regio Auvergne-Rhône-Alpes). De plaats maakt deel uit van het arrondissement Lyon. Poleymieux-au-Mont-d'Or telde op 1 januari 2022 1.394 inwoners.

## Geografie
De oppervlakte van Poleymieux-au-Mont-d'Or bedroeg op 1 januari 2022 6,21 vierkante kilometer; de bevolkingsdichtheid was toen 224,5 inwoners per km².

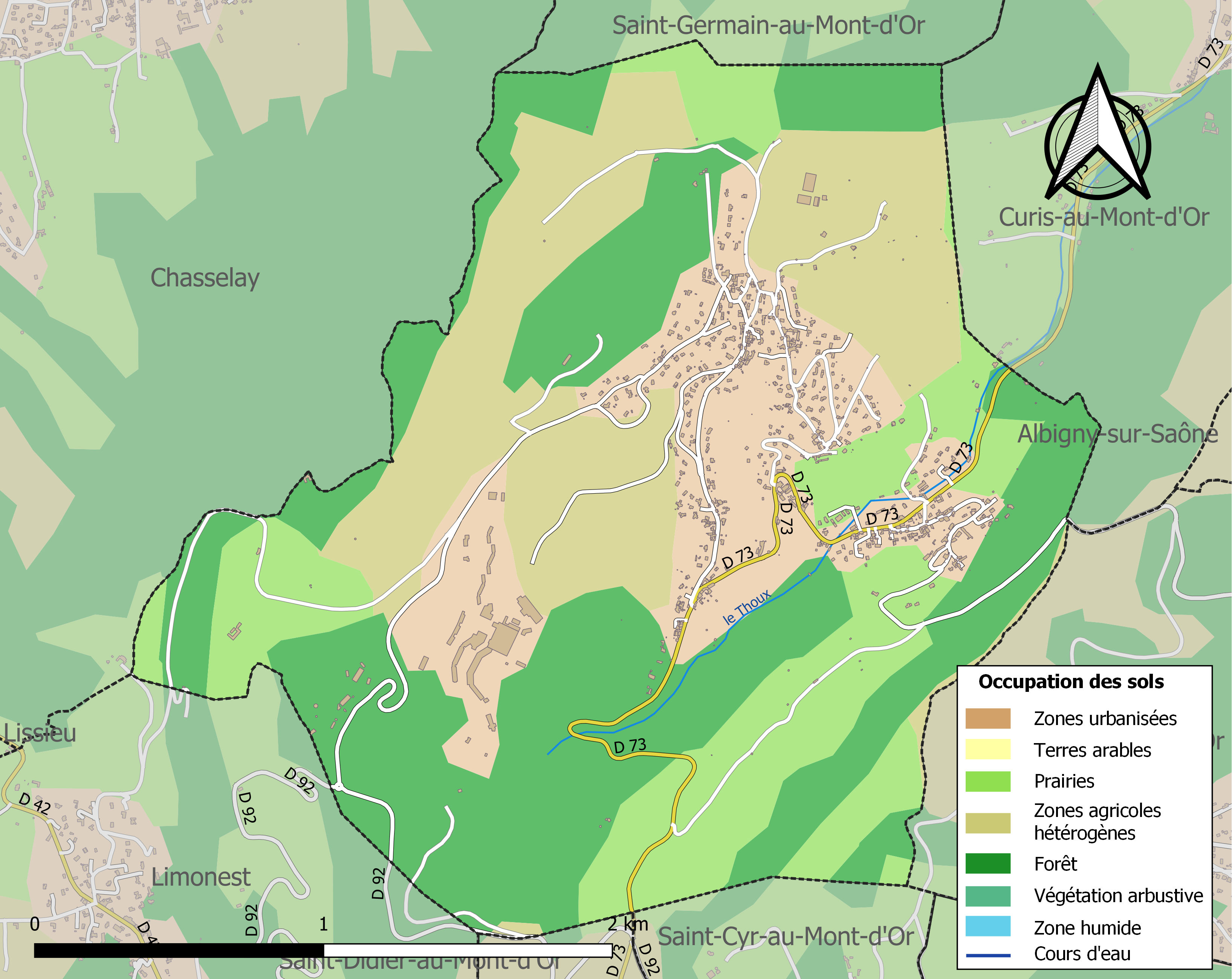
Kaart van de gemeente met de belangrijkste infrastructuur, bodemgebruik en omliggende gemeenten

## Demografie
Onderstaande figuur toont het verloop van het inwonertal (bron: INSEE-tellingen).

## Bekende inwoners
De natuur- en wiskundige André-Marie Ampère (1775-1836) werd in Poleymieux-au-Mont-d'Or geboren. In zijn geboortehuis is tegenwoordig een aan hem gewijd museum gevestigd.